# Генрик Средницький
Генрик Средницький (пол. Henryk Średnicki; 17 січня 1955 — пом. 10 квітня 2016) — польський боксер, чемпіон світу та Європи серед аматорів.
Станом на 2024 рік Средницький – єдиний польський боксер, який завоював титул чемпіона світу серед аматорів.

## Аматорська кар'єра
1974 року вперше став чемпіоном Польщі. На чемпіонаті світу 1974 програв у першому бою.
На чемпіонаті Європи 1975 програв у другому бою.
На Олімпійських іграх 1976 переміг Луїса Кертіса (США) і програв Лі Бьон Ук (Північна Корея).
На чемпіонаті Європи 1977 став чемпіоном.
- В 1/8 фіналу переміг Мустафу Генч (Туреччина) — 5-0
- У чвертьфіналі переміг Вацлава Горнака (Чехословаччина) — 5-0
- У півфіналі переміг Філіпа Саткліфа (Ірландія) — RSC 3
- У фіналі переміг Георгія Георгієва (Болгарія) — 4-1

На чемпіонаті світу 1978 став чемпіоном.
- У 1/8 фіналу переміг Вацлава Горнака (Чехословаччина) — 5-0
- У чвертьфіналі переміг Шандора Орбана (Угорщина) — 5-0
- У півфіналі переміг Олександра Михайлова (СРСР) — 5-0
- У фіналі переміг Ектора Раміреса (Куба) — 4-1

На чемпіонаті Європи 1979 став чемпіоном.
- У чвертьфіналі переміг Нурі Ероглу (Туреччина) — DQ 3
- У півфіналі переміг Олександра Дугарова (СРСР) — 4-1
- У фіналі переміг Даніеля Раду (Румунія) — 4-1

На Олімпійських іграх 1980 переміг Веббієго Мвангу (Замбія) і програв Вікторові Мірошниченку (СРСР).